# Montalbo (kommunhuvudort)
Montalbo är en kommunhuvudort i Spanien.   Den ligger i provinsen Provincia de Cuenca och regionen Kastilien-La Mancha, i den centrala delen av landet, 110 km sydost om huvudstaden Madrid. Montalbo ligger 876 meter över havet och antalet invånare är 694.
Terrängen runt Montalbo är platt. Runt Montalbo är det glesbefolkat, med 9 invånare per kvadratkilometer. Närmaste större samhälle är Palomares del Campo, 9,6 km nordost om Montalbo. Trakten runt Montalbo består till största delen av jordbruksmark.